# Франц Щанцел
Франц Карл Щанцел (на немски: Franz Karl Stanzel, р. 4 август 1923 в Молн) е австрийски литературен теоретик и историк, англицист.

## Биография
След като следва в Грац при Херберт Козиол и след защитата на доктората си през 1955 г., Щанцел става доцент в Гьотингенския университет. През 1959 г. получава място на редовен професор в Ерланген, а през 1962 г. наследява катедрата на Козиол в Грац. Днес е почетен професор по англицистика в Карл-Франценовия университет в Грац.
През 50-те години на ХХ в. Щанцел започва да разработва аналитична типология за проучване на гледната точка на разказвача в повествователните текстове. Неговият типологичен модел на наративните ситуации (въпреки честите критики) се преподава и до днес в германските университети като част от въвеждащия курс по наратология за студентите от филологическите дисциплини. Едва в края на 90-те години моделът на Щанцел получава силна конкуренция с въвеждането в преподаването в Германия и на повествователния модел на френския наратолог Жерар Женет.
С оглед историята на науката Щанцел стои редом до Кете Хамбургер и Еберхард Лемерт. Той е силно повлиян от англо-американската традиция (Пърси Лъбок, Мелвин Фридман). Базовият модел на неговата типология на разказвачите за първи път е развит в дисертацията „Типични ситуации на разказвача в романа“ (1955). Под влияние на модерната лингвистика той го преработва и публикува отново през 1979 г. в новата си книга „Теория на повествованието“ (2-ро преработено издание – 1982). Силна международна рецепция има преводът ѝ на английски език със заглавие „A Theory of Narrative“, публикуван през 1984 г. от Cambridge University Press.
Наред с наратологическите изследвания Франц Щанцел има значими трудове и в областта на изследванията на стереотипите (имагологията), посветени примерно на австроунгарския заден план при Леополд Блум в романа на Джеймс Джойс Одисей.

## Признание
Отличен е с титлата доктор хонорис кауза на Университета на Фрибург (1985) и на Марбургския университет (2015).